# A decadência do Ocidente
A Decadência do Ocidente (em alemão:  Der Untergang des Abendlandes; mais literalmente, A Queda do Ocidente) é uma obra de dois volumes de Oswald Spengler. O primeiro volume, subintitulado Forma e Atualidade (Form and Actuality), foi publicado no verão de 1918. O segundo volume, subintitulado Perspectivas da História Mundial (Perspectives of World History), foi publicado em 1922. A edição definitiva de ambos os volumes foi publicada em 1923.
Spengler apresentou seu livro como uma "reviravolta copernicana" — uma metáfora específica do colapso social — envolvendo a rejeição da visão eurocêntrica da história, especialmente a divisão da história na rubrica linear "antiga - medieval - moderna". Segundo Spengler, as unidades significativas para a história não são épocas, mas culturas inteiras que evoluem como organismos. Em sua estrutura, os termos "cultura" e "civilização" receberam definições não padronizadas e as culturas são descritas como tendo uma expectativa de vida de cerca de mil anos de florescimento e mil anos de declínio. Para Spengler, o ciclo de vida natural desses grupos era começar como uma "raça"; tornar-se uma "cultura" à medida que florescia e produzia novos insights; e então se tornar uma "civilização". Spengler diferia dos outros por não ver o estágio final da civilização como necessariamente "melhor" do que os estágios anteriores; em vez disso, a expansão militar e a autoconfiança que acompanharam o início de tal fase eram um sinal de que a civilização havia arrogantemente decidido que já havia entendido o mundo e pararia de criar novas ideias ousadas, o que acabaria levando ao declínio. Por exemplo, para Spengler, o estágio cultural do mundo clássico foi o pensamento grego e romano primitivo; a expansão do Império Romano foi sua fase de civilização; e o colapso dos Impérios Romano e Bizantino, seu declínio. Ele acreditava que o Ocidente estava em sua "noite", semelhante ao final do Império Romano, e se aproximando de seu eventual declínio, apesar de seu aparente poder.
Spengler reconheceu pelo menos oito culturas elevadas: babilônica, egípcia, chinesa, indiana, mesoamericana (maia/asteca), clássica (grega/romana, "apolínea"), o Oriente Médio não babilônico ("mago") e ocidental ou europeia ("faustiana"). Spengler combinou vários grupos sob o rótulo de "mago": "semítico", árabe, persa e as religiões abraâmicas em geral, originárias delas (judaísmo, cristianismo, islamismo). Da mesma forma, ele combinou várias culturas mediterrâneas da antiguidade, incluindo a Grécia e a Roma antigas, como "apolíneo", e ocidentais modernos como "faustianos". Segundo Spengler, o mundo ocidental estava acabando e a estação final, o "inverno" da Civilização Faustiana, estava sendo testemunhada. Na descrição de Spengler, o homem ocidental era uma figura orgulhosa, mas trágica, porque, embora se esforçasse e criasse, ele sabia secretamente que o objetivo real nunca seria alcançado.

## Criação
Spengler disse que concebeu o livro em algum momento de 1911 e passou três anos para terminar o primeiro rascunho. No início da Primeira Guerra Mundial, ele começou a revisá-lo e completou o primeiro volume em 1917. Foi publicado no ano seguinte, quando Spengler tinha 38 anos, e foi seu primeiro trabalho, além de sua tese de doutorado sobre Heráclito. O segundo volume foi publicado em 1922. O primeiro volume tem o subtítulo Forma e Atualidade (Form and Actuality); o segundo volume é Perspectivas da História Mundial (Perspectives of World-history). A visão do próprio Spengler sobre os objetivos e intenções do trabalho foi descrita nos Prefácios e ocasionalmente em outros lugares, como no prefácio de Man and Technics.

## Visão geral
A visão histórico-mundial de Spengler foi influenciada por muitos filósofos, incluindo Goethe e, até certo ponto, Nietzsche. Ele descreveu a importância desses dois filósofos alemães e sua influência em sua visão de mundo em sua palestra Nietzsche e seu século (Nietzsche and His Century). Ele chamou sua abordagem analítica de "Analogia". Por esses meios, somos capazes de distinguir polaridade e periodicidade no mundo."
A morfologia era uma parte fundamental da filosofia da história de Spengler, usando uma metodologia que abordava a história e as comparações históricas com base nas formas e estruturas civilizacionais, sem levar em conta a função.[carece de fontes?]
Numa nota de rodapé, Spengler descreveu o núcleo essencial da sua abordagem filosófica em relação à história, à cultura e à civilização:
Platão e Goethe representam a filosofia do Devir, Aristóteles e Kant a filosofia do Ser... Notas e versos de Goethe... deve ser considerada como a expressão de uma doutrina metafísica perfeitamente definida. Eu não mudaria uma única palavra disto: "A Divindade é efetiva nos vivos e não nos mortos, no tornar-se e na mudança, não no tornar-se e no tornar-se firme; e, portanto, similarmente, a razão está preocupada somente em lutar pelo divino através do tornar-se e do viver, e o entendimento somente em fazer uso do tornar-se e do tornar-se firme. (Carta a Eckermann)" Esta frase compreende toda a minha filosofia.
Os estudiosos agora concordam que a palavra "declínio" traduz com mais precisão o significado pretendido da palavra alemã original de Spengler "Untergang" (frequentemente traduzida como a mais enfática "queda"; "Unter" sendo "sob" e "gang" sendo "indo", também é traduzida com precisão em inglês como "indo para baixo" do Ocidente). Spengler disse que não pretendia descrever uma ocorrência catastrófica, mas sim uma queda prolongada — um "crepúsculo" ou "pôr do sol" (Sonnenuntergang significa pôr do sol em alemão, e Abendland, a palavra alemã para o Ocidente, significa literalmente "terra da noite"). Em 1921, Spengler escreveu que poderia ter usado em seu título a palavra Vollendung (que significa 'realização' ou 'consumação') e evitado muitos mal-entendidos.

### Termos spenglerianos
Spengler inventou certos termos com significados incomuns, não comumente encontrados no discurso cotidiano.

#### Cultura/Civilização
Spengler usou os dois termos de uma maneira específica, atribuindo-lhes valores particulares. Para ele, Civilização é o que uma Cultura se torna quando seus impulsos criativos diminuem e são dominados por impulsos críticos. Cultura é o devir, Civilização é a coisa em que uma cultura se torna. Rousseau, Sócrates e Buda marcam o ponto onde suas culturas se transformaram em civilização. Cada um deles enterrou séculos de profundidade espiritual ao apresentar o mundo em termos racionais — o intelecto passa a governar quando a alma abdica.[carece de fontes?]

#### Apolíneo/Mago/Faustiano
Apolíneo (Apollonian)Cultura e Civilização é focado na Grécia e Roma Antigas. Spengler via sua visão de mundo como sendo caracterizada pela apreciação da beleza do corpo humano e uma preferência pelo local e pelo momento presente. O senso de mundo apolíneo foi descrito como a-histórico, citando a afirmação de Tucídides em suas Histórias de que nada de importante havia acontecido antes dele. Spengler disse que a Cultura Clássica não sentia a mesma ansiedade que a Faustiana (Faustian) quando confrontada com um evento não documentado.
Mágico (Magian)Cultura e civilização incluem os judeus de cerca de 400 a.C., os primeiros cristãos e várias religiões árabes até o islamismo. Ele descreveu isso como tendo uma sensação de mundo que girava em torno do conceito de mundo como caverna, exemplificado pela Mesquita abobadada, e uma preocupação com a essência. Spengler viu o desenvolvimento dessa cultura como distorcido pela presença muito influente de civilizações mais antigas, sendo os impulsos expansionistas vigorosos iniciais do islamismo, em parte, uma reação contra isso.
Faustiano (Faustian)Segundo Spengler, a cultura faustiana começou na Europa Ocidental por volta do século X e teve tamanho poder expansionista que, no século XX, já cobria a Terra inteira, com apenas algumas regiões onde o islamismo oferecia uma visão de mundo alternativa. Ele descreveu isso como tendo uma sensação de mundo inspirada pelo conceito de espaço infinitamente amplo e profundo, o anseio por distância e infinito. O termo "Faustiano" é uma referência ao Fausto de Goethe (Johann Wolfgang von Goethe teve um efeito enorme em Spengler), no qual um intelectual insatisfeito está disposto a fazer um pacto com o Diabo em troca de conhecimento ilimitado. Spengler acreditava que isso representava a metafísica ilimitada do homem ocidental, a sede irrestrita por conhecimento e o confronto constante com o Infinito.

#### Pseudomorfose
O conceito de pseudomorfose é um conceito que Spengler toma emprestado da mineralogia e é introduzido como uma forma de explicar o que ele chama de culturas semi-desenvolvidas ou apenas parcialmente manifestadas. Especificamente, pseudomorfose se refere a uma cultura ou civilização mais antiga que está tão profundamente arraigada que uma cultura jovem não consegue encontrar sua própria forma e expressão plena. Nas palavras de Spengler, isso faz com que a alma jovem seja moldada em moldes antigos, os sentimentos jovens então se endurecem em práticas senis e, em vez de se expandir criativamente, fomentam o ódio contra a Cultura mais antiga.
Spengler acreditava que uma pseudomorfose mágica começou com a Batalha de Ácio, na qual a cultura árabe em gestação foi representada por Marco Antônio e perdeu para a civilização clássica. A batalha foi diferente do conflito entre Roma e Grécia, travado em Canas e Zama, com Aníbal sendo o representante do helenismo. Ele disse que Antônio deveria ter vencido em Ácio, e sua vitória teria libertado a Cultura Mágica, mas sua derrota impôs a Civilização Romana sobre ela.
Na Rússia, Spengler viu uma Cultura jovem e pouco desenvolvida em uma pseudomorfose sob a forma Faustiana (Petrina). Ele disse que Pedro, o Grande, distorceu o czarismo da Rússia para a forma dinástica da Europa Ocidental. O incêndio de Moscou, quando Napoleão estava prestes a invadir, foi descrito por ele como uma expressão primitiva de ódio ao estrangeiro. Na entrada seguinte de Alexandre I em Paris, na Santa Aliança e no Concerto da Europa, ele disse que a Rússia foi forçada a uma história artificial antes que sua cultura estivesse pronta ou fosse capaz de compreender seu fardo. Isso resultaria em ódio à Europa, o que, segundo Spengler, envenenou o útero de uma nova cultura emergente na Rússia. Embora não cite o nome da Cultura, ele disse que Tolstói é seu passado e Dostoiévski é seu futuro.

#### Tornando-se/Ser
Para Spengler, o devir é o elemento básico e o ser é estático e secundário, e não o contrário. Ele disse que sua filosofia, em poucas palavras, está contida nestes versos de Goethe: "a Divindade é efetiva no vivo e não no morto, no que se torna e no que muda, não no que se torna e no que se torna firme; e, portanto, similarmente, a intuição está preocupada apenas em lutar pelo divino por meio do que se torna e do que vive, e a lógica apenas em fazer uso do que se torna e do que se torna firme".

#### Sangue/Raça
Spengler descreveu o sangue como o único poder forte o suficiente para derrubar o dinheiro, que ele via como o poder dominante de sua época. Sangue é comumente entendido como sentimento racial, e esse conceito é parcialmente verdadeiro, mas enganoso. O conceito de raça de Spengler não tinha nada a ver com identidade étnica, então, nesse sentido, ele era hostil aos racistas. O livro afirma que uma população se torna uma raça quando está unida em perspectiva, independentemente de suas origens étnicas. Spengler também afirma que a luta final com o dinheiro será uma batalha entre o capitalismo e o socialismo, mas, novamente, será o socialismo com uma definição específica: "a vontade de dar vida a uma poderosa ordem político-econômica que transcenda todos os interesses de classe, um sistema de elevada consideração e senso de dever". Ele também escreve: "Um poder pode ser derrubado apenas por outro poder, não por um princípio, e apenas um poder que pode confrontar o dinheiro é deixado. O dinheiro é derrubado e abolido pelo sangue. A vida é alfa e ômega... É o fato dos fatos... Antes do ritmo irresistível na sequência de gerações, tudo construído pela consciência desperta em seu mundo intelectual desaparece no final". Portanto, se quiséssemos substituir sangue por uma única palavra, pode ser mais correto usar "força vital" em vez de "sentimento de raça".[carece de fontes?]

### Culturas de Spengler
Spengler disse que existiram oito Hochkulturen ou altas culturas:
- Babilônico
- Egípcio
- Índico
- Sínico
- Mesoamericano (maia/asteca)
- Apolíneo ou Clássico (grego/romano)
- Mágico ou árabe
- Faustiano ou Ocidental (Europeu)

O "Declínio" está amplamente relacionado às culturas clássica e ocidental (e até certo ponto mágica), mas alguns exemplos são tirados da chinesa e egípcia. Ele disse que cada cultura surge dentro de uma área geográfica específica e é definida por sua coerência interna de estilo em termos de arte, comportamento religioso e perspectiva psicológica. Além disso, cada cultura é descrita como tendo uma concepção de espaço que é expressa por um "Ursymbol". Spengler disse que sua ideia de Cultura é justificável pela existência de padrões recorrentes de desenvolvimento e declínio ao longo dos mil anos de vida ativa de cada Cultura.
Spengler não classificou as culturas do Sudeste Asiático e do Peru (Inca, etc.) como Hochkulturen. Ele pensava que a Rússia ainda estava se definindo, mas estava criando uma Hochkultur. A civilização do Vale do Indo não havia sido descoberta na época em que ele escreveu, e sua relação com a civilização indiana posterior permaneceu obscura por algum tempo.

## Temas

### Significado da história
Spengler distinguiu entre povos a-históricos e povos envolvidos na história mundial. Embora reconhecesse que todas as pessoas fazem parte da história, ele disse que apenas certas culturas têm um senso mais amplo de envolvimento histórico, o que significa que algumas pessoas se veem como parte de um grande projeto ou tradição histórica, enquanto outras se veem de forma independente e não têm consciência histórico-mundial.
Para Spengler, uma visão histórico-mundial diz respeito ao significado da história em si, libertando o historiador ou observador de uma classificação grosseira e culturalmente paroquial da história. Ao aprender sobre diferentes cursos feitos por outras civilizações, as pessoas podem entender melhor sua própria cultura e identidade. Ele disse que aqueles que ainda mantêm uma visão histórica do mundo são os que continuam a "fazer" história. Spengler disse que a vida e a humanidade como um todo têm um objetivo final. No entanto, ele mantém uma distinção entre povos históricos mundiais e povos a-históricos — os primeiros terão um destino histórico como parte de uma Alta Cultura, enquanto os últimos terão um destino meramente zoológico. Ele disse que o destino do homem histórico mundial é a autorrealização como parte de sua Cultura. Além disso, Spengler disse que o homem pré-cultural não apenas é sem história, como também perde seu peso histórico à medida que sua Cultura se esgota e se torna uma Civilização cada vez mais definida.
Por exemplo, Spengler classifica as civilizações clássica e indiana como a-históricas, comparando-as às civilizações egípcia e ocidental, que desenvolveram concepções de tempo histórico. Ele vê todas as culturas como iguais no estudo do desenvolvimento histórico mundial. Isso leva a uma espécie de relativismo histórico ou dispensacionalismo.[carece de fontes?] Dados históricos, na mente de Spengler, são uma expressão de seu tempo histórico, contingente e relativo a esse contexto. Portanto, as percepções de uma era não são inabaláveis ou válidas em outra época ou cultura — "não há verdades eternas", e cada indivíduo tem o dever de olhar além de sua própria cultura para ver o que indivíduos de outras culturas criaram para si mesmos com igual certeza. Ele disse que o que é significativo não é se os insights dos pensadores do passado são relevantes hoje, mas se eles foram excepcionalmente relevantes para os grandes fatos de sua época.[carece de fontes?]

### Cultura e civilização
A concepção de cultura de Spengler era orgânica: a cultura primitiva é simplesmente a soma de suas partes constituintes e incoerentes (indivíduos, tribos, clãs, etc.). A cultura superior, em sua maturidade e coerência, torna-se um organismo por direito próprio, de acordo com Spengler. Uma cultura é descrita como a sublimação de vários costumes, mitos, técnicas, artes, povos e classes em uma única tendência histórica forte e indissociável.
Spengler dividiu os conceitos de Cultura e Civilização, o primeiro focado no interior e no crescimento, o último focado no exterior e na mera expansão. No entanto, ele vê a Civilização como o destino de toda Cultura. A transição não é uma questão de escolha — não é a vontade consciente de indivíduos, classes ou povos que decide. Ele disse que, enquanto as Culturas são "coisas que se tornam", as Civilizações são as "coisas que se tornam", com a distinção de que as Civilizações são o que as Culturas se tornam quando não são mais criativas e crescentes. Como conclusão do arco de crescimento de uma Cultura, as Civilizações são descritas como focadas externamente e, nesse sentido, artificiais ou insinceras. Como exemplo, Spengler usou os gregos e os romanos, dizendo que a imaginativa cultura grega declinou para uma civilização romana totalmente prática.
Spengler também comparou a "cidade-mundo" e a "província" (urbana e rural) como conceitos análogos à Civilização e à Cultura, respectivamente, com a cidade extraindo e coletando a vida de amplas regiões vizinhas. Ele disse que existe um "verdadeiro tipo" de pessoa nascida no campo, em contraste com os moradores da cidade que são supostamente nômades, sem tradição, irreligiosos, práticos, inteligentes, infrutíferos e desdenhosos do homem do campo. Em sua visão, as cidades contêm apenas uma "multidão", não um povo, e são hostis às tradições que representam a Cultura (na visão de Spengler, essas tradições são: nobreza, Igreja Cristã, privilégios, dinastias, convenções na arte e limites ao conhecimento científico). Ele disse que os moradores das cidades possuem um inteligência fria que confunde a sabedoria camponesa, um naturalismo nas atitudes em relação ao sexo que são um retorno aos instintos primitivos e uma religiosidade interior reduzida. Além disso, Spengler viu as disputas salariais urbanas e os grandes gastos com entretenimento como os aspectos finais que sinalizam o fechamento da Cultura e a ascensão da Civilização.
Spengler tinha uma opinião negativa sobre as civilizações, mesmo aquelas que se envolveram em expansão significativa, porque ele dizia que expansão não era crescimento real. Um dos seus principais exemplos foi o da "dominação mundial" romana. Na sua opinião, os romanos não enfrentaram nenhuma resistência significativa à sua expansão, o que significa que não foi uma conquista, pois eles não conquistaram seu império, mas simplesmente tomaram posse daquilo que estava aberto a todos. Spengler disse que isso é um contraste com as demonstrações romanas de energia cultural durante as Guerras Púnicas. Após a Batalha de Zama, Spengler acredita que os romanos nunca travaram, ou mesmo foram capazes de travar, uma guerra contra uma grande potência militar concorrente.

### Raças, povos e culturas
Segundo Spengler, uma raça tem "raízes", como uma planta, que a conectam a uma paisagem. "Se, naquele lar, a raça não pode ser encontrada, isso significa que a raça deixou de existir. Uma raça não migra. Os homens migram, e suas gerações sucessivas nascem em paisagens em constante mudança; mas a paisagem exerce uma força secreta sobre a extinção do antigo e o surgimento do novo." Neste caso, ele usa a palavra "raça" no sentido tribal e cultural, em vez do biológico, um uso da palavra no século XIX ainda comum quando Spengler escreveu.
Por esta razão, ele disse que uma raça não é exatamente como uma planta:

A ciência falhou completamente em notar que raça não é a mesma para plantas enraizadas como é para animais móveis, que com o lado microcósmico da vida um novo grupo de características aparece e que para o mundo animal é decisivo. Nem novamente percebeu que um significado completamente diferente deve ser atribuído a 'raças' quando a palavra denota subdivisões dentro da raça integral "Homem". Com sua conversa sobre concentração casual, ela estabelece uma concentração sem alma de caracteres superficiais e apaga o fato de que aqui o sangue e ali o poder da terra sobre o sangue estão se expressando — segredos que não podem ser inspecionados e medidos, mas apenas vividamente experimentados de olho no olho. Nem os cientistas estão de acordo quanto à classificação relativa desses caracteres superficiais…
Spengler escreve que,

A camaradagem gera raças... Onde existe um ideal de raça, como acontece, supremamente, no período inicial de uma cultura... o anseio de uma classe dominante por esse ideal, sua vontade de ser apenas assim e não de outra forma, opera (independentemente da escolha de esposas) no sentido de atualizar essa ideia e eventualmente alcançá-la.
Ele distingue isso do tipo de noções pseudoantropológicas comumente mantidas quando o livro foi escrito e descarta a ideia de "um crânio ariano e um crânio semita". Ele também não acredita que a linguagem por si só seja suficiente para criar raças, e que "a língua materna" significa "forças éticas profundas" nas civilizações tardias e não nas culturas primitivas, quando uma raça ainda está desenvolvendo a linguagem que se encaixa em seu "ideal de raça".
Intimamente ligado à raça, Spengler definiu um "povo" como uma unidade da alma, dizendo: "Os grandes eventos da história não foram realmente alcançados pelos povos; eles próprios criaram os povos. Cada ato altera a alma do fazedor." Ele descreveu tais eventos como incluindo migrações e guerras, dizendo que o povo americano não migrou da Europa, mas foi formado por eventos como a Revolução Americana e a Guerra Civil Americana. "Nem a unidade de fala nem a descendência física são decisivas." Ele disse que o que distingue um povo de uma população é "a experiência interiormente vivida de 'nós'", e que isso existe enquanto a alma de um povo dura: "O nome romano nos dias de Aníbal significava um povo, no tempo de Trajano nada mais que uma população." Na visão de Spengler, "os povos não são nem linguísticos, nem políticos, nem zoológicos, mas unidades espirituais."
Spengler não gostou da tendência contemporânea de usar uma definição biológica para raça, dizendo: "É claro que muitas vezes é justificável alinhar povos com raças, mas 'raça' nesta conexão não deve ser interpretada no sentido darwiniano atual da palavra. Não se pode aceitar, certamente, que um povo tenha sido mantido unido pela mera unidade de origem física ou, se fosse, poderia manter essa unidade por dez gerações. Não se pode reiterar com muita frequência que essa proveniência fisiológica não tem existência exceto para a ciência — nunca para a consciência popular — e que nenhum povo jamais foi levado ao entusiasmo por esse ideal de pureza de sangue. Na raça (Rasse haben) não há nada material, mas algo cósmico e direcional, a harmonia sentida de um Destino, a cadência única da marcha do Ser histórico. É a incoordenação dessa batida (totalmente metafísica) que produz o ódio racial... e é a ressonância nessa batida que faz o amor verdadeiro — tão semelhante ao ódio — entre homem e mulher."
Para Spengler, os povos são formados a partir de protótipos iniciais durante a fase inicial de uma cultura. Em sua visão, "Das formas de pessoas do Império Carolíngio — os saxões, os suábios, os francos, os visigodos, os lombardos — surgem de repente os alemães, os franceses, os espanhóis, os italianos." Ele descreve esses povos como produtos da "raça" espiritual das grandes culturas, e "pessoas sob o feitiço de uma cultura são seus produtos e não seus autores. Essas formas nas quais a humanidade é apreendida e moldada possuem estilo e história de estilo não menos do que tipos de arte ou modo de pensamento. O povo de Atenas é um símbolo não menos do que o templo dórico, o inglês não menos do que a física moderna. Existem povos de elenco apolíneo, mágico e faustiano... A história mundial é a história das grandes culturas, e os povos são apenas as formas e vasos simbólicos nos quais os homens dessas culturas cumprem seus destinos."
Ao dizer que raça e cultura estão interligadas, Spengler ecoa ideias semelhantes aos de Friedrich Ratzel e Rudolf Kjellén. Essas ideias, que aparecem com destaque no segundo volume do livro, eram comuns em toda a cultura alemã da época.[carece de fontes?]
Em suas obras posteriores, como Mand and Technics (1931) e The Hour of Decision (1933), Spengler expandiu sua teoria "espiritual" de raça e a vinculou à sua noção metafísica de guerra eterna e à sua crença de que "o homem é um animal predador". As autoridades, no entanto, proibiram o livro.

### Religião e secularidade
Spengler diferencia entre manifestações de religião que aparecem dentro do ciclo de desenvolvimento de uma civilização. Ele vê cada cultura como tendo uma identidade religiosa inicial, que surge do princípio fundamental da cultura e segue uma trajetória correlacionada com a da cultura. A religião eventualmente resulta em um período de reforma, depois que o Ideal Cultural atinge seu ápice e realização. Spengler vê uma reforma como representativa do declínio: a reforma é seguida por um período de racionalismo e, depois, um período de segunda religiosidade que se correlaciona com o declínio. Ele disse que a criatividade intelectual do Período Tardio de uma Cultura começa após a reforma, geralmente inaugurando novas liberdades na ciência.
Segundo Spengler, o estágio científico associado ao puritanismo pós-reforma contém os fundamentos do racionalismo e, eventualmente, o racionalismo se espalha por toda a cultura e se torna a escola de pensamento dominante. Para Spengler, Cultura é sinônimo de criatividade religiosa, e toda grande Cultura começa com uma tendência religiosa que surge no campo, é levada para as cidades culturais e termina no materialismo nas cidades-mundo.
Spengler acreditava que o racionalismo iluminista se autodestrói e se autodestrói, e descreveu um processo que passa do otimismo ilimitado ao ceticismo irrestrito. Ele disse que o racionalismo egocêntrico cartesiano leva a escolas de pensamento que não conhecem além dos seus próprios mundos construídos, ignorando a experiência real da vida cotidiana, e aplicam críticas ao seu próprio mundo artificial até que ele se esgote na falta de sentido. Em sua opinião, as massas dão origem à Segunda Religiosidade em reação às elites educadas, o que se manifesta como uma profunda desconfiança em relação à academia e à ciência.
Spengler disse que a Segunda Religiosidade é um prenúncio do declínio da Civilização madura para um estado a-histórico e ocorre simultaneamente com o Cesarismo, a constituição política final da Civilização Tardia. Ele descreve o Cesarismo como a ascensão de um governante autoritário, um novo "imperador" semelhante a César ou Augusto, tomando as rédeas em reação ao declínio da criatividade, ideologia e energia depois que uma Cultura atingiu seu ponto alto e se tornou uma Civilização. Ele disse que a Segunda Religiosidade e o Cesarismo demonstram uma falta de força ou criatividade juvenil, e a Segunda Religiosidade é simplesmente uma repetição da tendência religiosa original da Cultura.

### Democracia, mídia e dinheiro
Spengler disse que a democracia é a arma política do "dinheiro", e a mídia é o meio pelo qual o dinheiro opera um sistema político democrático. A penetração do poder do dinheiro em uma sociedade é descrita como outro marcador da mudança da Cultura para a Civilização.
Democracia e plutocracia são equivalentes no argumento de Spengler, e ele disse que a "trágica comédia dos que melhoram o mundo e ensinam a liberdade" é que eles estão simplesmente ajudando o dinheiro a ser mais eficaz. Ele acreditava que os princípios de igualdade, direitos naturais, sufrágio universal e liberdade de imprensa são todos disfarces para a guerra de classes da burguesia contra a aristocracia. Liberdade, para Spengler, é um conceito negativo, que implica apenas o repúdio de qualquer tradição. Ele disse que a liberdade de imprensa exige dinheiro e implica propriedade, o que significa que ela serve ao dinheiro. Da mesma forma, como o sufrágio envolve campanhas eleitorais, que envolvem doações, as eleições também servem ao dinheiro. Spengler disse que as ideologias defendidas pelos candidatos, seja o socialismo ou o liberalismo, são postas em prática e, em última análise, servem apenas ao dinheiro.
Spengler disse que em sua época o dinheiro já venceu, na forma de democracia. No entanto, ele disse que, ao destruir os antigos elementos da Cultura, ele prepara o caminho para a ascensão de uma figura nova e poderosa, a quem ele chama de César. Diante de tal líder, o dinheiro entra em colapso e, na Era Imperial, a política do dinheiro desaparece.[carece de fontes?]
Spengler disse que o uso dos direitos constitucionais exige dinheiro e que a votação só pode funcionar conforme planejado na ausência de uma liderança organizada trabalhando no processo eleitoral. Ele disse que se o processo eleitoral for organizado por líderes políticos, na medida em que o dinheiro permitir, o voto deixa de ser verdadeiramente significativo. Na sua opinião, não passa de uma opinião registrada das massas sobre as organizações governamentais sobre as quais elas não possuem influência positiva. Ele disse que quanto maior a concentração de riqueza nos indivíduos, mais a luta pelo poder político gira em torno de questões de dinheiro. Ele acreditava que esse era o fim necessário de sistemas democráticos maduros, e não corrupção ou degeneração.
Sobre o assunto da imprensa, Spengler disse que, em vez de conversas entre homens, a imprensa e o "serviço de notícias elétrico mantêm a consciência desperta de pessoas e continentes inteiros sob um fogo ensurdecedor de teses, palavras de ordem, pontos de vista, cenas, sentimentos, dia após dia e ano após ano". Ele disse que o dinheiro usa a mídia para se transformar em força — quanto mais gasto, mais intensa é sua influência. Além disso, uma imprensa funcional exige educação universal, e ele disse que a escolaridade leva a uma demanda pelo pastoreio das massas, que então se torna um objeto de política partidária. Para Spengler, as pessoas que acreditam no ideal da educação preparam o caminho para o poder da imprensa e, eventualmente, para a ascensão de César. Ele também disse que não há mais necessidade de os líderes imporem o serviço militar, porque a imprensa deixará o público frenético e forçará seus líderes a um conflito.
Spengler acreditava que a única força que pode combater o dinheiro é o sangue. Ele disse que a crítica de Marx ao capitalismo foi apresentada na mesma linguagem e nas mesmas premissas do capitalismo, o que significa que é mais um reconhecimento da veracidade do capitalismo do que uma refutação. Ele disse que o único objetivo do marxismo é "conferir aos objetos a vantagem de serem sujeitos".

### Futuro
A formação da "sociedade de nações em guerra" marca o início de toda civilização. Na fase seguinte, o tamanho dos exércitos e a escala da guerra aumentam. Para nós, o tempo dos Estados Combatentes começou com Napoleão, que introduziu a ideia de dominação militar mundial diferente dos impérios marítimos europeus anteriores. A tendência continua com a Guerra Civil Americana e a "explosão" da Primeira Guerra Mundial (o livro foi publicado antes da Segunda Guerra Mundial). O próximo século será um verdadeiro século de Estados Combatentes. "Dentro de duas gerações" (a partir de 1922) começará o concurso "pela herança do mundo inteiro", com continentes em jogo. Os destinos de pequenos estados são "sem importância para a grande marcha das coisas". Há eras de "conflitos gigantescos", como os Estados Combatentes na China e as guerras no mundo romano contemporâneo. Encontramo-nos hoje numa dessas épocas, acelerada pela moderna tecnologia militar.
"O caminho de Alexandre a César é inequívoco e inevitável, e a nação mais forte de toda e qualquer cultura, consciente ou inconscientemente, disposta ou não, teve que trilhá-lo. Do rigor desses fatos não há refúgio." A Conferência de Haia de 1907 foi o prelúdio da Guerra Mundial, a Conferência de Washington de 1921 terá sido a de outras guerras. "As alternativas agora são permanecer firmes ou afundar — não há meio termo. Cabe a nós viver nos tempos mais difíceis conhecidos na história de uma grande cultura." A raça mais forte vencerá e tomará a gestão do mundo.
Sincronicamente com a aceleração da guerra e a ascensão da raça mais forte para a gestão mundial, ocorre uma "demolição acelerada de formas antigas que deixa o caminho livre para o cesarismo". Esta fase começou na China c. 600 a.C., no Mediterrâneo c. 450 a.C. e no mundo moderno c. 1700. Comparando essas três eras, Spengler afirma que o "cesarismo" é um produto inevitável de tal era e "de repente se delineia no horizonte". Na China, o ponto culminante ocorreu com o Primeiro Imperador, no Mediterrâneo com Sula e Pompeu e em nosso mundo está por vir. Spengler selecionou os Impérios Chinês e Romano como modelos mais relevantes para o futuro e argumentou que o mundo moderno passa pela mesma evolução em direção ao "cesarismo", mas agora em escala mundial. O presente é o último século da era pré-imperial da história mundial a ser seguido pela "Era Imperial" com a ascensão de César. A transição do "Napoleonismo para o Cesarismo" é um estágio evolutivo universal a todas as culturas e leva dois séculos. Portanto, o "Cesarismo" moderno é esperado em "um século" [=2022].
O cesarismo cresce no solo da democracia, que é uma economia monetária ditatorial. Os poderosos do futuro podem possuir a Terra como sua propriedade privada, mas eles teriam a tarefa de cuidar deste mundo e essa tarefa entra em conflito com os interesses da era democrática/do poder do dinheiro. Portanto, começa agora a batalha final na luta entre democracia e "cesarismo", na qual este último está destinado a prevalecer. “O advento do cesarismo quebra a ditadura do dinheiro e a sua arma política, a democracia.”
Apesar da visão negativa de Spengler sobre a democracia, ele não é positivo sobre o "cesarismo". Uma vez que a "Era Imperial" da história mundial chega, não há mais grandes políticas. As pessoas lidam com a situação como ela é. No período dos Estados Combatentes, "torrentes de sangue avermelharam as calçadas de todas as cidades do mundo para a conquista de direitos sem os quais a vida parecia não valer a pena. Cem anos na Era Imperial, e até mesmo os historiadores não entenderão mais as velhas controvérsias." "Cesarismo" significa um "tipo de governo que, independentemente de qualquer formulação constitucional que possa ter, é em seu interior um retorno à completa ausência de forma." Não importa que os Césares na história disfarçassem sua posição sob formas antigas (como o Senado e o Povo Romano na Era Imperial Romana). O espírito dessas formas estava morto e, portanto, todas as instituições, por mais cuidadosamente mantidas, ficaram destituídas de todo significado e peso. A real importância centrava-se no poder totalmente pessoal exercido pelo César. Um mundo preenchido por formas degenera em primitivismo e períodos históricos são substituídos por períodos biológicos de tempo. Guerras entre estados acabam sendo substituídas por disputas privadas entre césares. Com o estado consumado do “cesarismo”, “a alta história deita-se cansada para dormir. O homem torna-se novamente uma planta, muda e duradoura”.

## Recepção
A decadência do Ocidente foi amplamente lido pelos intelectuais alemães. Foi sugerido que intensificou um sentimento de crise na Alemanha após o fim da Primeira Guerra Mundial. George Steiner sugeriu que a obra pode ser vista como um dos vários livros que resultaram da crise da cultura alemã após a derrota da Alemanha na Primeira Guerra Mundial, comparável a este respeito ao O Espírito da Utopia (1918) do filósofo Ernst Bloch, A Estrela da Redenção (1921) do teólogo Franz Rosenzweig, A Epístola aos Romanos (1922) do teólogo Karl Barth, Mein Kampf (1925) do líder do Partido Nazista Adolf Hitler e Ser e Tempo (1927) do filósofo Martin Heidegger.
O livro recebeu críticas desfavoráveis da maioria dos estudiosos, mesmo antes do lançamento do segundo volume, e a torrente de críticas continuou por décadas. No entanto, na Alemanha o livro obteve sucesso popular: em 1926, cerca de 100.000 cópias foram vendidas.
Uma resenha da Time de 1928 do segundo volume de Decline descreveu a imensa influência e controvérsia que as ideias de Spengler desfrutaram na década de 1920: "Quando o primeiro volume de The Decline of the West apareceu na Alemanha há alguns anos, milhares de cópias foram vendidas. O discurso europeu cultivado rapidamente se tornou saturado de Spengler. O spenglerismo jorrou das canetas de inúmeros discípulos. Era imperativo ler Spengler, simpatizar ou se revoltar. Ainda permanece assim."

### Crítica
Em 1950, o filósofo Theodor W. Adorno publicou um ensaio intitulado "Spengler após a queda" (em alemão:  Spengler nach dem Untergang) para comemorar o que teria sido o 70º aniversário de Spengler. Adorno reavaliou a tese de Spengler três décadas depois de ela ter sido apresentada, à luz da destruição catastrófica da Alemanha nazista (embora Spengler não tivesse usado o termo "Untergang" em um sentido cataclísmico, foi assim que a maioria dos autores o interpretou após a Segunda Guerra Mundial). Como membro da Escola de Frankfurt da teoria crítica marxista, Adorno disse que queria "transformar as ideias reacionárias (de Spengler) em objetivos progressistas". Ele acreditava que os insights de Spengler eram frequentemente mais profundos do que os de seus contemporâneos mais liberais, e suas previsões, mais abrangentes. Adorno viu a ascensão dos nazistas como uma confirmação das ideias de Spengler sobre o "cesarismo" e o triunfo da política de força sobre o mercado. Adorno também traçou paralelos entre a descrição de Spengler do Iluminismo e sua própria análise. No entanto, Adorno também criticou Spengler por uma visão excessivamente determinista da história, que ignorava o papel imprevisível que a iniciativa humana desempenha em todos os momentos. Ele citou o poeta austríaco Georg Trakl (1887-1914): "Quão doentio parece tudo o que cresce" (do poema "Heiterer Frühling") para ilustrar que a decadência contém novas oportunidades de renovação. Ele também critica o uso da linguagem de Spengler, que ele chamou de excessivamente dependente de termos fetichistas como "Alma", "Sangue" e "Destino".[carece de fontes?] O Papa Bento XVI discordou da tese "biologista" de Spengler, citando os argumentos de Arnold J. Toynbee, que distinguiu entre "progresso tecnológico-material" e progresso espiritual nas civilizações ocidentais.
György Lukács criticou A Decadência do Ocidente em seu livro de 1953 "A Destruição da Razão", em um capítulo focado em Oswald Spengler. Descrevendo Spengler como um “amador diletante” em nível factual - e sendo de menor “nível filosófico” em comparação aos pensadores vitalistas alemães (Lebensphilosophie) e/ou irracionalistas antes dele - Lukács viu A Decadência do Ocidente como uma “vitória do relativismo histórico extremo”. Descrevendo o trabalho como amador, pseudo-histórico e exemplar do pensamento irracionalista, Lukács atacou Spengler por "rejeitar a causalidade e as leis, reconhecendo-as como os únicos fenômenos históricos de determinadas épocas e negando-lhes qualquer competência para metodologia científica e filosófica" e "substituindo a causalidade pela analogia", fazendo das "semelhanças (frequentemente superficiais) seu cânone de investigação". Lukács argumentou que a obra era principalmente uma tentativa de Spengler de tornar “todos os campos do conhecimento humano subservientes à sua filosofia da história, não importando se ele pessoalmente os dominava verdadeiramente ou se eles, por si só, já haviam produzido resultados inequívocos e filosoficamente aplicáveis”.
O filósofo e sociólogo alemão Max Horkheimer também viu Declínio do Ocidente e Spengler de forma negativa, citando a obra como uma "síntese superficial de material mal compreendido de uma ampla variedade de campos" e condenando Spengler por ser um "pior tipo" de populista Lebensphilosophie.

### Influenciado
- O senhor da guerra Checheno Shamil Basayev recebeu Decline como presente de um jornalista de rádio russo. Ele teria lido em uma noite e decidiu colocar em prática seu plano de organizar a vida na Chechen Republic of Ichkeria.[36]
- Samuel Huntington parece ter sido fortemente influenciado pela teoria do "Clash of Civilizations" de Spengler, The Decline of the West.[37][38]
- Joseph Campbell, um professor, escritor e orador americano mais conhecido por seu trabalho nas áreas de mitologia comparada e religião comparada, afirmou que Decline of the West foi a maior influência sobre ele.[39][40]
- Northrop Frye, ao analisar A Decadência do Ocidente, disse que "Se... nada mais, ainda seria um dos maiores poemas românticos do mundo".[41]
- Oswald Mosley identificou o livro como uma influência crítica na sua conversão política da extrema-esquerda para a extrema-direita e na sua subsequente fundação da União Britânica de Fascistas.[42]
- Ludwig Wittgenstein nameou Spengler como uma de suas influências filosóficas.[43]
- Camille Paglia listou The Decline of the West como uma das influências em sua obra de crítica literária de 1990 Sexual Personae.[44]
- William S. Burroughs referiu-se repetidamente ao Declínio como uma influência fundamental nos seus pensamentos e na sua obra.[45]
- Martin Heidegger foi profundamente afetado pelo trabalho de Spengler e referiu-se a ele frequentemente em seus primeiros cursos de palestras.[46][47][48]
- James Blish usou muitas das ideias de Spengler em seus livros Cities in Flight.[49]
- Francis Parker Yockey escreveu Imperium: The Philosophy of History and Politics, publicado sob o pseudônimo de Ulick Varange em 1948. Em sua introdução, este livro é descrito como uma "sequência" de The Decline of the West.
- Whittaker Chambers refere-se frequentemente à "Crise" ("Crisis"), um conceito que foi influenciado por Spengler, em Witness (é mencionado em mais de 50 páginas, incluindo a primeira página, onde é mencionado numa dúzia de lugares),[50][51] em Cold Friday (1964, mais de 30 páginas),[52] e em outros escritos anteriores pré-Hiss Case.[53][54] ("O seu sentimento central, repetido em centenas de declarações e símiles, é que o Ocidente está a entrar no seu crepúsculo spengleriano, uma desagregação em que o Comunismo é mais um sintoma do que um agente."[55])
- O título do livro de Pat Buchanan, The Death of the West, é uma referência a A Decadência do Ocidente (The Decline of the West)
- O romance Decline and Fall de Evelyn Waugh é uma alusão tanto a Declínio do Oeste quanto a The Decline and Fall of the Roman Empire de Edward Gibbon.
- H. P. Lovecraft foi fortemente influenciado pelo livro.
- William Gaddis foi fortemente influenciado pelo livro.[56][carece de fonte melhor]

### Edições
- Em 2021, versões integrais de ambos os volumes de The Decline of the West (Form & Actuality e sua continuação Perspectives of World-History) foram relançadas pela Arktos Media, que mantém o direito de publicar as traduções originais em inglês de Charles Francis Atkinson.